# Блащак, Чеслав
Чеслав Блащак (пол. Czesław Błaszczak; 19 июня 1907, Краков — 19 августа 1985, Вроцлав) — польский шахматист, тренер.
Участник шести чемпионатов Польши (см. раздел «Спортивные достижения»).
Многократный участник командных чемпионатов Польши в составе различных команд. Лучшее достижение — второе место чемпионата (1961). Помимо этого выиграл 2 медали в индивидуальном зачёте — золотую (1955) и серебряную (1948).

## Спортивные достижения
| Год  | Город    | Турнир                | + | − | =  | Результат | Место |
| ---- | -------- | --------------------- | - | - | -- | --------- | ----- |
| 1946 | Сопот    | 5-й чемпионат Польши  | 9 | 3 | 9  | 13½ из 21 | 5—6   |
| 1948 | Краков   | 6-й чемпионат Польши  | 6 | 6 | 8  | 10 из 20  | 13    |
| 1950 | Познань  | 8-й чемпионат Польши  | 3 | 5 | 7  | 6½ из 15  | 11—13 |
| 1952 | Катовице | 10-й чемпионат Польши | 5 | 6 | 10 | 10 из 21  | 13—14 |
| 1954 | Лодзь    | 12-й чемпионат Польши | 4 | 6 | 7  | 7½ из 17  | 12—13 |
| 1955 | Вроцлав  | 13-й чемпионат Польши | 7 | 8 | 3  | 8½ из 18  | 11    |